# Латинские войны
Латинские войны — вооружённые конфликты между Римской Республикой и Латинским союзом окружавших Рим латинских общин. Выделяются две Латинские войны:
- Первая Латинская война (499 либо 496 до н. э.) — начатая тускульским правителем Октавием Мамилием и изгнанными из Рима Тарквиниями война, ключевым сражением которого стала битва у Регильского озера.
- Вторая Латинская война (340 — 338 до н. э.) — превентивная война, начатая римлянами против Латинского союза, недовольного экспансионистской политикой Рима и отказом от принятия во внимание интересов латинян.

В обеих войнах победу одержал Рим.